# Capasa jasminaria
Capasa jasminaria är en fjärilsart som beskrevs av Achille Guenée 1858. Capasa jasminaria ingår i släktet Capasa och familjen mätare. Inga underarter finns listade i Catalogue of Life.